# Rake (elica)
Il rake, in ambito navale, è l'abbattimento delle pale dell'elica; si verifica quando la generatrice dell'elica presa in considerazione non è normale all'asse che percorre longitudinalmente la nave.
L'angolo formato da retta normale e generatrice è chiamato angolo di abbattimento.